# Prionocera unimicra
Prionocera unimicra är en tvåvingeart som först beskrevs av Alexander 1915.  Prionocera unimicra ingår i släktet Prionocera och familjen storharkrankar. Inga underarter finns listade i Catalogue of Life.